# James Wilson (House M. D.)
El Dr. James Evan Wilson es un personaje de ficción de la serie de televisión House M. D., emitida por la cadena Fox. Es interpretado por el actor estadounidense Robert Sean Leonard. James Wilson está especializado en oncología y es el único amigo verdadero de Gregory House, el protagonista de la serie.

## Biografía del personaje
El Dr. James Wilson es el jefe de oncología del Hospital Princeton-Plainsboro. Estudió en la universidad McGill. Es el mejor y único amigo de House, por lo que solo él se atreve a hablarle con sinceridad y discutirle de tú a tú y además valora mucho la relación de amistad con él. Por lo general no participa en el diagnóstico de los casos, a no ser que aparezca algo de su rama. Wilson suele ser, la mayoría de las veces, quien le ofrece casos irresolubles a House. El personaje ha puesto a prueba a House en varias ocasiones, como en la tercera temporada, cuando propuso la idea de que House aguantara un período de tiempo sin tomar vicodina. Se ha divorciado tres veces y no tiene hijos. En su despacho, llaman la atención los carteles de las películas "Touch of Evil" de Orson Welles y Vértigo de Alfred Hitchcock, que tiene en la pared.
Conoció a House durante una convención médica. House le pagó la fianza de la cárcel pues lo habían detenido por agredir a una persona en un bar. House dice que lo hizo porque "la convención era muy aburrida", y necesitaba a alguien con quien ir a beber.
Vivió en casa de House durante algunos capítulos, debido a una infidelidad por parte de su mujer. Durante este tiempo, House se dedicó a "hacerle cosas horribles" para que reaccionara al divorcio de su mujer. Luego se marchó y House descubrió que estaba viviendo en casa de una paciente con cáncer.
En la primera temporada, Wilson pierde su empleo por votar en contra del despido de House a quien le dice que solo hay dos cosas que valora: la amistad de ambos y su trabajo. Después de la salida del empresario Edward Vogler, Wilson regresa al hospital.
En la tercera temporada se ve implicado en el caso del policía que persigue a House, el detective Michael Tritter.
En la cuarta temporada inicia un noviazgo junto a Amber Volakis, exempleada de House, quien muere al final de la temporada en un accidente de autobús.
En el primer capítulo de la quinta temporada (Dying Changes Everythings), muy afligido por la muerte de Amber, Wilson decide renunciar a su trabajo y a su amistad con House, pues afirma que se ha dejado manipular por él y que en realidad no sabe si alguna vez fueron verdaderos amigos. Al final del capítulo y tras varios intentos de House porque se quede, Wilson toma sus cosas y se marcha, para luego mudarse a Nueva Jersey, aunque después, en el cuarto capítulo de la misma temporada, House y él hacen un viaje juntos en coche al funeral del padre de House. Wilson dice que ha sido lo más divertido desde que murió su exnovia y vuelven a hacerse amigos.
En la sexta temporada aparece Sam Carr, una doctora especializada en radiología, que es la primera exmujer de Wilson. En la séptima temporada volverán a comenzar una relación. Tras intentar ayudar a Sam en los ajustes de dosis de radiología de su hospital, Wilson cree que le ha mentido porque hay errores en las dosis, y lo achaca a su bondad por intentar salvar a los pacientes, tratándoles con dosis superiores a las estimadas. Sin embargo, ella lo niega. James se le declara y se lo comenta de nuevo; Sam se enoja porque cree que no hay confianza entre ellos y termina su relación.
En el capítulo 12 de la séptima temporada (You must remember this) se descubre que Wilson es alérgico a la Ambrosia y al diente de león.
En la octava temporada Wilson es diagnosticado de cáncer, lo cual lleva a House a replantearse su amistad y lo importante que es Wilson en su vida, a tal punto que en el último capítulo, "desaparecen" en motocicleta, lo cual marca el fin de la serie.
Interesante es que tanto en el primer capítulo "Pilot - Everybody Lies" (Piloto - Todo el mundo miente), como en el último "Everybody Dies" (Todo el mundo muere); el primer y el último diálogos son protagonizados por House y Wilson.

## Personalidad
Wilson es un "enamorado" de la necesidad. Se deduce que sus matrimonios han sido fruto de ese rasgo de Wilson, lo que le ha llevado a una vida bastante inestable. Este hecho ha provocado que se ocupe más de House que de sus matrimonios, o incluso de acostarse con una de sus pacientes terminales. En la sexta temporada, Wilson trata a un paciente con doble dosis de quimioterapia, que cura su cáncer pero acaba con su hígado. Wilson se siente culpable, y esto lo lleva a donar parte de su propio hígado.
Muchos consideran extraña la amistad con House, ya que, aparentemente, la personalidad de Wilson es contraria a la de House: amable y profesional. En cierto momento, se revela que Wilson tiene la necesidad de complacer a todos porque años antes abandonó a su hermano cuando lo necesitaba, debido a lo cual su hermano acabó internado. En el capítulo 75 Mirror, Mirror, se muestra que realmente Wilson es el que lleva las riendas de la amistad, cuando el paciente lo toma como la figura de autoridad, en vez de a House, al contrario de todos los demás, Cuddy incluida.
En la sexta temporada, mientras está viviendo con House y con Sam (su primera exmujer, y novia actual) se descubrirá su faceta más neurótica, ya que está un poco obsesionado con el orden y la limpieza. Por ejemplo, la leche no se podía poner en la puerta del frigorífico o había que usar posavasos, para no manchar la mesa.
En la octava temporada, se descubre que James Wilson padece de cáncer, al igual que todos los pacientes que trató a lo largo de toda la serie, House al enterarse de esto comienza a convencerlo de que se aplique la quimioterapia. Pero eso no funciona y él decide vivir sus últimos cinco meses de vida al máximo, cometiendo las peores locuras junto con Gregory.